# 279

## Hlavy států
- Papež – Eutychianus (275–283)
- Římská říše – Probus (276–282)
- Perská říše – Bahrám II. (276–293)
- Kušánská říše – Vásudéva II. (270–300)
- Arménie – Artavazd VI. (252–283)

Indie:
- Guptovská říše – Maharádža Šrí Gupta (240–280)